# Jack Vale
Jack Vale (2 de setembro de 1973) é um comediante que se tornou popular no Youtube pelas suas brincadeiras de câmera escondida. Ele mora em Roseville, Califórnia, juntamente com sua esposa e seus 5 filhos.

## Partidas
A maioria das brincadeiras de Jack Vale são feitas através de um dispositivo que ele inventou chamado Pooter, que ao pressionar produz o som de uma flatulência e que captura as reações das pessoas através de uma câmera escondida e que num dia resultou numa briga física com um idoso, porque Jack Vale tinha se flatulado ao pé da esposa do idoso, apesar de Vale explicar que era uma brincadeira e até mesmo mostrar o dispositivo.
Brincadeiras íncluem também Paranoid em que Jack Vale finge estar a falar ao seu telemóvel e vai descrevendo o que as pessoas ao seu lado estão a fazer. Vale também é conhecido por usar uma máscara de um idoso durante as suas brincadeiras.
Vale também apareceu no Lopez Tonight, realizando brincadeiras em várias celebridades.
Jack Vale trabalha frequentemente com o seu tio, John, que por sua vez também tem um canal no Youtube.
Vale também faz algumas brincadeiras em um progama de tv chamado Comedy Central Blopeers.